# La aventura de los paraguas asesinos
La aventura de los paraguas asesinos  es una película de Argentina filmada en Eastmancolor dirigida por Carlos Galettini sobre su propio guion escrito en colaboración con Máximo Soto según el argumento de Salvador Valverde Calvo que se estrenó el 5 de julio de 1979 y que tuvo como actores principales a Ricardo Bauleo, Víctor Bó, Julio De Grazia, Graciela Alfano y Gianni Lunadei. El futuro director de cine Aníbal Di Salvo fue el director de fotografía y el filme tuvo el título alternativo de La banda de los paraguas asesinos. Filmada en parte en El Tigre y Buenos Aires.

## Sinopsis
Los superagentes en esta misión, deben actuar en medio de la lucha de dos bandas enemigas para capturar a un científico y producir cambios en el clima.
Como parte de la saga, deberán participar de una competencia de artes marciales. 
Mojarrita se colgara de un helicóptero en vuelo del que caerá a una piscina. Se trepara a otro helicóptero, pero solo un minuto, en el que es llevada secuestrada Sirena, la recomendada del super jefe.
Un enfrentamiento a tiros tendrá lugar en el delta del Tigre.
Nota. No tienen poderes bionicos ni el auto amarillo con armas de los dos films anteriores. Se desplazan en un Citroën moderno. También cuentan con la colaboración de la computadora Pitágoras 79. Este capítulo tiene una canción ad hoc.

## Reparto
- Ricardo Bauleo… Tiburón
- Víctor Bó… Delfín
- Julio De Grazia… Mojarrita
- Graciela Alfano… Sirena
- Gianni Lunadei... John Grenwich
- Hugo Caprera... Profesor
- Juan Manuel Tenuta... Jefe de Acuario
- Osvaldo Tesser... Kiulo
- Juan Carlos Puppo... Gerente del hotel
- Adriana Salgueiro
- Ana Ferrer... Profesora Ofelia Madariaga
- Evangelina Massoni
- Henry Zakka

## Comentarios
Néstor en Esquiú escribió:

«Con gracia y con limpieza. Dentro de una línea estricatamente moral. Aproveche las vacaciones escolares y súmese a sus niños.»